# St. Pauli-Landungsbrücken

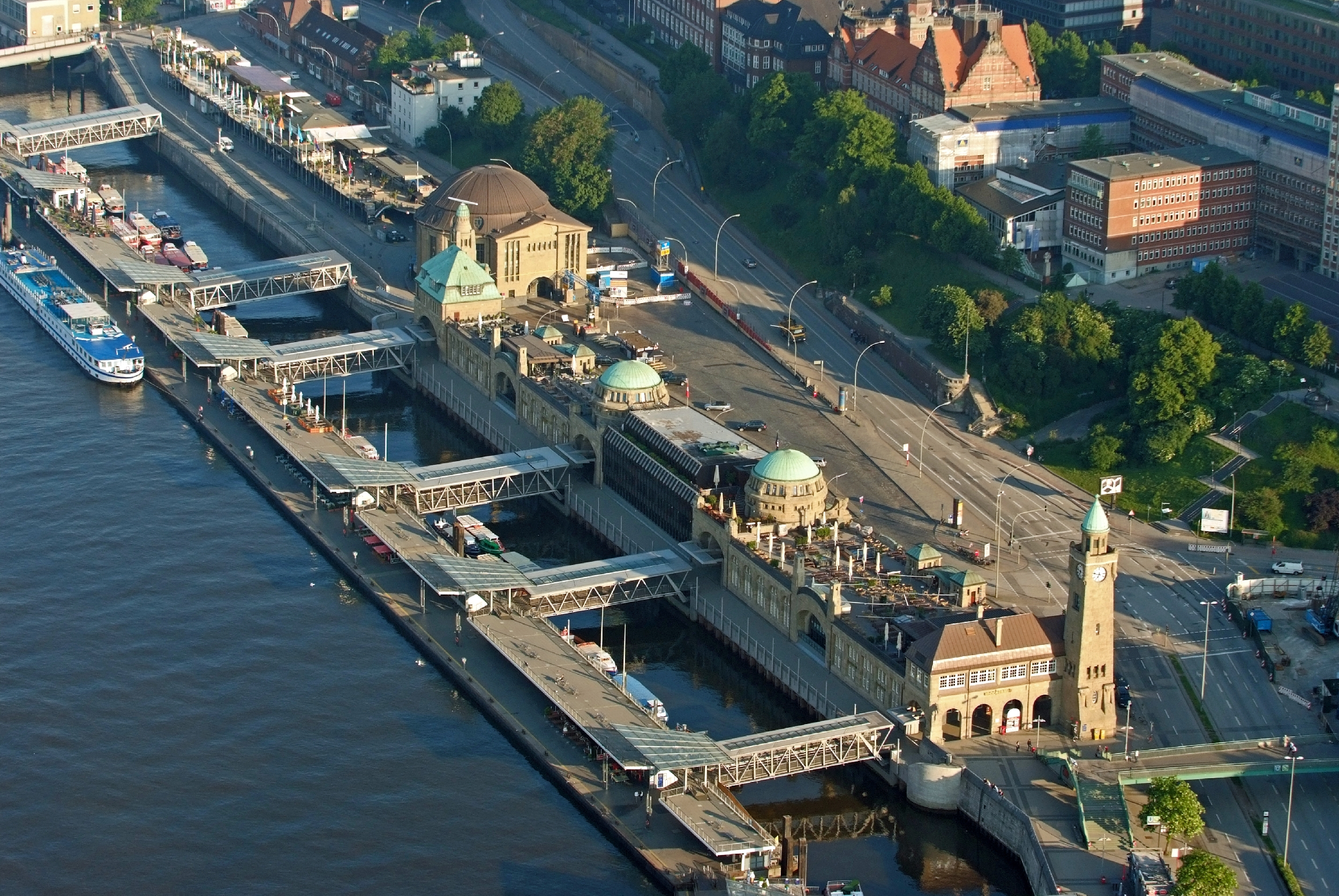
Les Landungsbrücken vues du ciel.

St. Pauli-Landungsbrücken (littéralement, les jetées de Saint-Paul), sont un ensemble de débarcadères de la ville de Hambourg, en Allemagne. Elles se trouvent dans le quartier de Sankt-Pauli (Saint-Paul), sur les rives de l'Elbe, entre Niederhafen et Altonaer Fischmarkt (le marché aux poissons).
Les jetées forment un grand quai où appontent les bateaux de passagers, aussi bien de transport public que de visite touristique du port. À son extrémité ouest se trouve l'entrée rive droite du Vieux tunnel sous l'Elbe (Alter Elbtunnel). L'extrémité orientale est marquée par la Pegelturm, tour de l'horloge, qui donne, en plus de l'heure, le niveau de l'eau du fleuve : les effets de la marée remontent jusqu'à Hambourg.
Les Landungsbrücken sont un point nodal du réseau de transport public de Hambourg : S-Bahn, U-Bahn, bus et la compagnie de navigation HADAG y ont un arrêt.